# ميقونة أرجوانية
ميقونة أرجوانية (الاسم العلمي: Mucuna purpurea) هي نوع غير مؤكد من النباتات تتبع جنس الميقونة من الفصيلة البقولية.